# Млиевская улица
Мли́евская у́лица (укр. Млі́ївська ву́лиця) — улица в Подольском районе города Киева, местность посёлок Шевченко. Пролегает от улицы Красицкого до улицы Лисянская.

## История
Возникла в начале XX века под названием 51-я Новая улица. Современное название в честь села Млиева получила в 1944 году.